# 闵可夫斯基不等式
在数学中，闵可夫斯基不等式（ inequality）表明Lp空间是一个赋范向量空间。设 {\displaystyle S} 是一个测度空间，{\displaystyle 1\leq p\leq \infty ,f,g\in L^{p}(S)}，那么 {\displaystyle f+g\in L^{p}(S)}，我们有：
{\displaystyle \|f+g\|_{p}\leq \|f\|_{p}+\|g\|_{p}}
如果 {\displaystyle 1<p<\infty }，等号成立当且仅当 {\displaystyle \exists k\geq 0,f=kg}，或者 {\displaystyle g=kf} .
闵可夫斯基不等式是 {\displaystyle L^{p}(S)} 中的三角不等式。它可以用赫尔德不等式来证明。和赫尔德不等式一样，闵可夫斯基不等式取可数测度可以写成序列或向量的特殊形式：
{\displaystyle \left(\sum _{k=1}^{n}|x_{k}+y_{k}|^{p}\right)^{\frac {1}{p}}\leq \left(\sum _{k=1}^{n}|x_{k}|^{p}\right)^{\frac {1}{p}}+\left(\sum _{k=1}^{n}|y_{k}|^{p}\right)^{\frac {1}{p}}}
将所有实数 {\displaystyle x_{1},\cdots ,x_{n},y_{1}\,,\ \cdots ,y_{n}}（{\displaystyle n} 为 {\displaystyle S} 的维数）改成复数同样成立。
值得指出的是，如果 {\displaystyle x_{1},\cdots ,x_{n},y_{1},\cdots ,y_{n}>0}，{\displaystyle p<1}，则 {\displaystyle \leq } 可以变为 {\displaystyle \geq } .

## 积分形式的证明
我们考虑 {\displaystyle \|f+g\|_{p}} 的 {\displaystyle p} 次幂：
{\displaystyle \left(\int _{a}^{b}|f(x)+g(x)|^{p}dx\right)^{{\frac {1}{p}}\cdot p}=\int _{a}^{b}|f(x)+g(x)||f(x)+g(x)|^{p-1}dx}
（用三角形不等式展开 {\displaystyle |f(x)+g(x)|}）
{\displaystyle \leq \int _{a}^{b}|f(x)||f(x)+g(x)|^{p-1}dx+\int _{a}^{b}|g(x)||f(x)+g(x)|^{p-1}dx}
（用赫尔德不等式）
{\displaystyle \leq \left(\int _{a}^{b}|f(x)|^{p}dx\right)^{\frac {1}{p}}\left(\int _{a}^{b}|f(x)+g(x)|^{q\left(p-1\right)}dx\right)^{\frac {1}{q}}+\left(\int _{a}^{b}|g(x)|^{p}dx\right)^{\frac {1}{p}}\left(\int _{a}^{b}|f(x)+g(x)|^{q\left(p-1\right)}dx\right)^{\frac {1}{q}}}
{\displaystyle =\left[\left(\int _{a}^{b}|f(x)|^{p}dx\right)^{\frac {1}{p}}+\left(\int _{a}^{b}|g(x)|^{p}dx\right)^{\frac {1}{p}}\right]\left(\int _{a}^{b}|f(x)+g(x)|^{qp-q}dx\right)^{\frac {1}{q}}}
（利用 {\displaystyle p=qp-q}，因为{\displaystyle {\frac {1}{p}}+{\frac {1}{q}}=1}）
{\displaystyle =\left[\left(\int _{a}^{b}|f(x)|^{p}dx\right)^{\frac {1}{p}}+\left(\int _{a}^{b}|g(x)|^{p}dx\right)^{\frac {1}{p}}\right]\left(\int _{a}^{b}|f(x)+g(x)|^{p}dx\right)^{\frac {1}{q}}}
现在我们考虑这个不等式序列的首尾两项。首项除以尾项的最后一个因子，即得
{\displaystyle \left(\int _{a}^{b}|f(x)+g(x)|^{p}dx\right)^{\frac {1}{p}}\leq \left(\int _{a}^{b}|f(x)|^{p}dx\right)^{\frac {1}{p}}+\left(\int _{a}^{b}|g(x)|^{p}dx\right)^{\frac {1}{p}}}
这正是我们所要的结论。
对于序列的情形，证明是完全类似的。

## 参阅
- 马勒不等式